# فرد برينارد
فرد برينارد (بالإنجليزية: Fred Brainard)‏ هو لاعب كرة قاعدة أمريكي، ولد في 17 فبراير 1892 في تشامبيغن في الولايات المتحدة، وتوفي في 17 أبريل 1959 في غالفستون في الولايات المتحدة.

## وصلات خارجية
- فرد برينارد على موقعبيزبول رفرنس.كوم (الدوري الرئيسي) (الإنجليزية)
- فرد برينارد على موقعبيزبول رفرنس.كوم (الدوري الثانوي) (الإنجليزية)